# Ponedera
Ponedera è un comune della Colombia facente parte del dipartimento dell'Atlantico.
Il centro abitato venne fondato da Francisco Perez de Vargas nel 1743, mentre l'istituzione del comune è del 1965.